# Driestekelvissen
Driestekelvissen (Triacanthidae) zijn een familie van straalvinnige vissen uit de orde van Kogelvisachtigen (Tetraodontiformes).

## Geslachten
- Pseudotriacanthus Fraser-Brunner, 1941
- Triacanthus Oken, 1817
- Tripodichthys J. C. Tyler, 1968
- Trixiphichthys Fraser-Brunner, 1941